# Instituto Nacional de Cultura del Perú
El Instituto Nacional de Cultura del Perú (INC) fue un organismo público descentralizado, con personalidad jurídica, de derecho público interno y con autonomía técnica, administrativa, económica y financiera de la República del Perú. Tenía la finalidad de reafirmar la identidad nacional mediante la ejecución descentralizada de acciones de protección, conservación y promoción, puesta en valor y difusión del patrimonio y las manifestaciones culturales de la Nación para contribuir al desarrollo nacional con la participación activa de la comunidad y los sectores público y privado. 

## Historia
Como menciona el historiador César Coloma para El Comercio:

Mediante el D.S. 48 del 24 de agosto de 1962 fue creada la Casa de la Cultura en cumplimiento del Decreto Supremo N° 48, al que se le dio fuerza de ley por el D.L 14479, del 10 de junio de 1963 mediante la creación de la Comisión Nacional de Cultura. Esta última norma disponía: "El director de la Casa de la Cultura del Perú se encargará de ejecutar los acuerdos del directorio de la Comisión Nacional de Cultura Y dirigirá los organismos administrativos pertinentes, siendo responsable además del movimiento económico y de los bienes muebles e inmuebles de la Comisión Nacional de Cultura". La sede limeña fue inaugurada el 24 de julio de 1963, en la Casa de Pilatos, especialmente restaurada para este efecto por el arquitecto don Héctor Velarde Bergmann. La Ley 15624 del 24 de setiembre de 1965  disolvió la comisión creándose el Sistema Nacional de Fomento de la Cultura, integrado por el Consejo Superior de Fomento de la Cultura, la Casa de la Cultura del Perú y las casas de la cultura departamentales. El Consejo Superior de Fomento de la Cultura estuvo constituido por el ministro de Educación, los directores del Archivo Nacional, de la Biblioteca Nacional, de la Casa de la Cultura del Perú, del Conservatorio Nacional de Música, de la Escuela Nacional Superior Autónoma de Bellas Artes y delegados de las universidades. Dependian directamente de la Casa de la Cultura del Perú: Los museos estatales, la Orquesta Sinfónica Nacional, el Patronato Nacional de Arqueología y el Teatro Nacional. La institución tuvo una profusa actividad editorial, además de la notable revista "Cultura y pueblo" (1964-1970) y la "Revista peruana de cultura" (Lima, 1963-1970), y en mimeógrafo el "Boletín informativo de la Casa de la Cultura del Perú" (1964-1969). La Casa de la Cultura del Perú fue disuelta por el D.L 18799 del 9 de marzo de 1971, al crearse el Instituto Nacional de Cultura".

Fue fundado durante el Gobierno Revolucionario de la Fuerza Armada del general Juan Velasco Alvarado, empezando en 1972 como un organismo público descentralizado del sector educación, mediante el Art. n.º 49 del Decreto Ley N°18799.
Tuvo su sede principal en Lima y su última directora fue Cecilia Bákula. Contó un teatro nacional para sus espectáculos, que en 2011 sería reestrenado como Gran Teatro Nacional. Su mayor aporte fue el informe Política cultural del Perú, impreso por la Unesco, en que el instituto se describió en ese informe. En los primeros años de existencia, se encargó de publicar contenidos de poetas y otros escritores. En 1992, se estableció el Fondo para la Cultura y las Artes para financiar y defender el patrimonio cultural del país.
El Reglamento de la Organización y Funciones del INC estuvo amparado por el Decreto Supremo N.º 027-2001-ED del 20 de abril de 2001.
En 2004 recibió la colaboración de IBM para mejorar el sistema de registros de patrimonio.
En 2006 se lanzó la Gaceta Cultural del Perú, una publicación semanal centrada en los aportes relevantes del país.
El 1 de octubre de 2010 mediante una fusión la estructura orgánica del INC pasó a convertirse en la estructura del Ministerio de Cultura, de acuerdo a lo establecido en el Decreto Supremo N.º 001-2010-MC.

## Funciones
- Formular y ejecutar las políticas y las estrategias del Estado en materia de desarrollo cultural como de defensa, conservación, difusión e investigación del Patrimonio Cultural de la Nación.
- Integrar técnica y normativamente los museos que conforman el Sistema Nacional de Museos del Estado.
- Apoyar y promover la cooperación técnica y financiera, nacional e internacional, orientada a ejecutar proyectos y programas de desarrollo cultural y de puesta en valor del Patrimonio de la Nación, con alcance y ejecución descentralizada.
- Promover, coordinar y suscribir la firma de convenios que contribuyan al fortalecimiento de la cultura en el país.
- Apoyar a los gobiernos locales, departamentales y regionales, y a otras entidades del Estado en la ejecución de actividades culturales que se programen en el Perú y el extranjero.
- Establecer en coordinación con los organismos turísticos una política de conocimiento y acercamiento cultural.
- Convocar y conceder anualmente el Premio Nacional de Cultura en sus diferentes expresiones y de acuerdo con la normatividad pertinente.
- Calificar de interés cultural los espectáculos públicos no deportivos que reúnan los requisitos para ser considerados como tales.
- Reconocer oficialmente, previa evaluación, como centros culturales y asociaciones culturales a las entidades que lo soliciten.
- Desarrollar acciones de gestión de apoyo y asesoramiento conducentes a lograr una mayor eficiencia institucional.
- Supervisar, controlar y evaluar las acciones de los diversos órganos de la institución a fin de adoptar las medidas correctivas.

## Directores

### Directores generales del INC
- Miguel Oviedo Chamorro (1971-1972)
- Martha Hildebrandt Pérez-Treviño (1972-1976)
- Jorge Cornejo Polar (1976-1978)
- Francisco Abril de Vivero (1978-1980)
- Ricardo Roca Rey (1980-1981)
- Luis Enrique Tord Romero (1982-1983)
- José del Busto Duthurburu (1983-1984)
- Carlos Ernesto Saavedra Sánchez (1984)
- Augusto Tamayo Vargas (1984-1985)
- Fernando Silva Santisteban (1985-1987)
- Germán Peralta Rivera (1987-1989)
- Fernando Cabieses Molina (1989-1990)
- Elías Mújica Barreda (1990)
- Pedro Gjurinovic Canevaro (1990-1996)
- Juan Guillermo Carpio Muñoz (1996)
- Luis Arista Montoya (1996-1999)
- Luis Repetto Málaga (1999-2000)
- Luis Enrique Tord Romero (2000-2001)
- Leonor Cisneros Velarde (2001)
- Luis Guillermo Lumbreras Salcedo (2002-2006)
- Cecilia Bákula Buge (2006-2010)[12]

### Directores Ejecutivos
- Abelardo Sánchez León Ledgard (1973-1974)
- Rodolfo Loayza Saavedra
- César Urueta Alcántara (1985-1986)
- Laura Bozzo Rotondo (1989-1990)
- Ricardo Rivera Martínez
- Flor de María Valladolid Illescas
- Gustavo Benza Pfucker (1999-2000)
- Eduardo Antonio Mazzini Otero (2000-2001)
- María Elena Córdova Burga (2001-2002)
- Alejandro Falconi (2002-2006)